# Унгерн-Штернберг, Карл Карлович
Барон Карл Карлович Унгерн-Штернберг (1730 — ок. 1796) — генерал-аншеф русской императорской армии, санкт-петербургский гражданский губернатор (1774—1779).

## Биография
Происходил из родовитого остзейского дворянства. На службе состоял с 1752 года. В 1760 году — ротмистр при Первом кадетском корпусе. С 1761 года бригадир, генерал-адъютант Петра III. Получил в пожизненное владение большое имение в Эстляндской губернии. В 1762 году был назначен в комиссию по улучшению состояния войск.
Присягнул Екатерине II только после смерти императора Петра; отказался от должности генерал-адъютанта. В 1764 году был произведён в генерал-майоры.
В русско-турецкую войну 1768—1774 годов руководил артиллерией в битвах при Ларге и Кагуле (1770 год); был награждён орденом Святой Анны. В 1771—1772 годах командовал бригадой.
С 1773 года — командир корпуса в звании генерал-поручика. В октябре 1773 года отряды К. К. Унгерн-Штернберга и князя Ю. В. Долгорукова переправились через Дунай и одержали победу над турками у Карасу (за эту победу награждён орденом Святого Александра Невского), но затем Унгерн 30 октября неудачно штурмовал Варну и был вынужден отступить, потеряв около 700 человек убитыми и ранеными и шесть пушек.
С 12 сентября 1774 по 25 июля 1779 года — Санкт-Петербургский гражданский губернатор. С 1770-х годов активно участвовал в жизни масонских лож в Вологде и Петербурге, намечался в состав Великой провинциальной ложи. Выйдя в отставку, передал одно из своих имений Обществу благородных девиц.
В 1796 году император Павел I в награду за службу при его отце Петре III присвоил Унгерн-Штернбергу звание генерала от инфантерии и наградил вторым орденом Святого Александра Невского.
Скончался около 1796 года. В некоторых источниках годом смерти барона Унгерна назван 1799 год. Но известно, что уже в сентябре 1797 года поместья, находившиеся в его пожизненном владении, были переданы другим лицам. Это означает, что к тому времени он уже умер.
Не следует путать с полным тёзкой, умершим в 1872 году.